# 沙托布尔
沙托布尔（法語：Châteaubourg，法語發音：[ʃatobuʁ]），法国西北部城市，布列塔尼大区伊勒-维莱讷省的一个市镇，隶属于富热尔-维特雷区，其市镇面积为28.6平方公里，2022年1月1日时人口数量为7,523人，在法国城市中排名第1,416位。
沙托布尔位于伊勒-维莱讷省东部，维莱讷河畔，是一个区域性的中心城市，巴黎－布雷斯特铁路和多条公路在此交汇。

## 地名来源
根据沙托布尔官方网站的论述，“Châteaubourg”一名最初以“Castelburg”的形式被记载，该名称意为“防御城堡周边的居民区”。
截至2023年11月，沙托布尔尚未加入布列塔尼语言保护组织，“Châteaubourg”在布列塔尼语维基百科中对应条目的拼写为“Kastell-Bourc'h”。
此外，因翻译标准不同，“Châteaubourg”在部分汉语资料中又被译为沙托堡。

## 历史

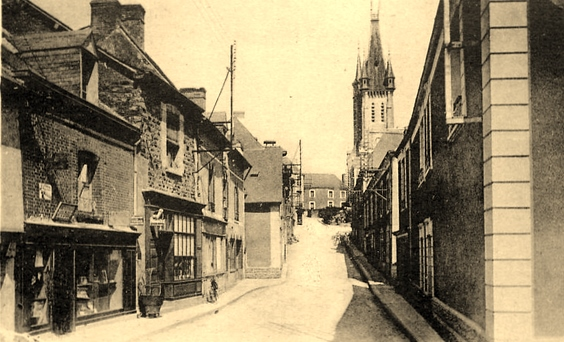
20世纪初的沙托布尔

沙托布尔的早期历史尚不清楚。根据当地官方网站的论述，沙托布尔最初于公元11世纪被记载，彼时当地为勒东圣索沃尔修道院的一处领地，当地领主在此兴建城堡作为家族宅邸。中世纪末期，沙托布尔城堡遭到严重破坏，此后未能得到修复。法国大革命后，沙托布尔成为伊勒-维莱讷省的一个市镇。工业革命期间，途径沙托布尔的巴黎－布雷斯特铁路建成通车。1893年，沙托布尔境内兴建了圣伯多禄教堂，而原有的城堡残留遗址则于20世纪初彻底被清除。自20世纪末以来，得益于雷恩的城市扩张以及通勤列车的开行，沙托布尔的人口数量快速增加，当地出现了多处新建居民区。
在行政区划方面，沙托布尔在1801至2015年间为同名县的县治；1973年，维莱讷河畔布龙和圣梅莱讷两个市镇整体并入沙托布尔。

## 地理

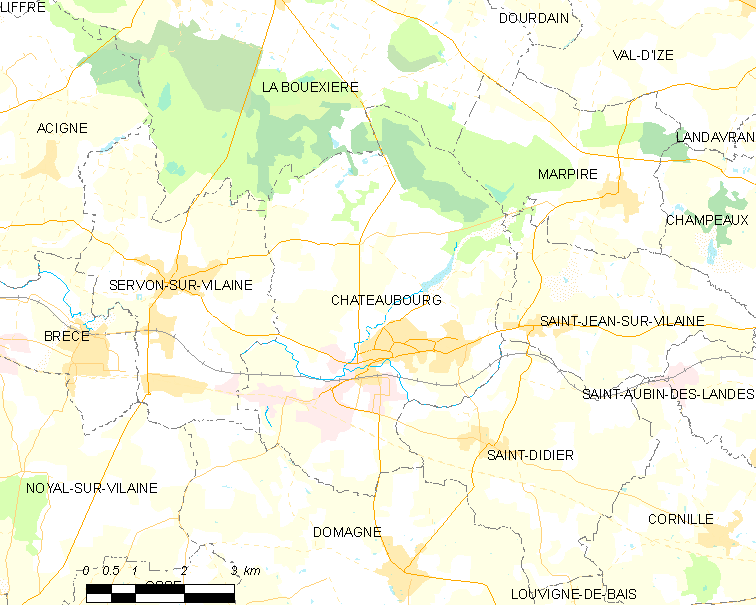
沙托布尔市镇范围地图

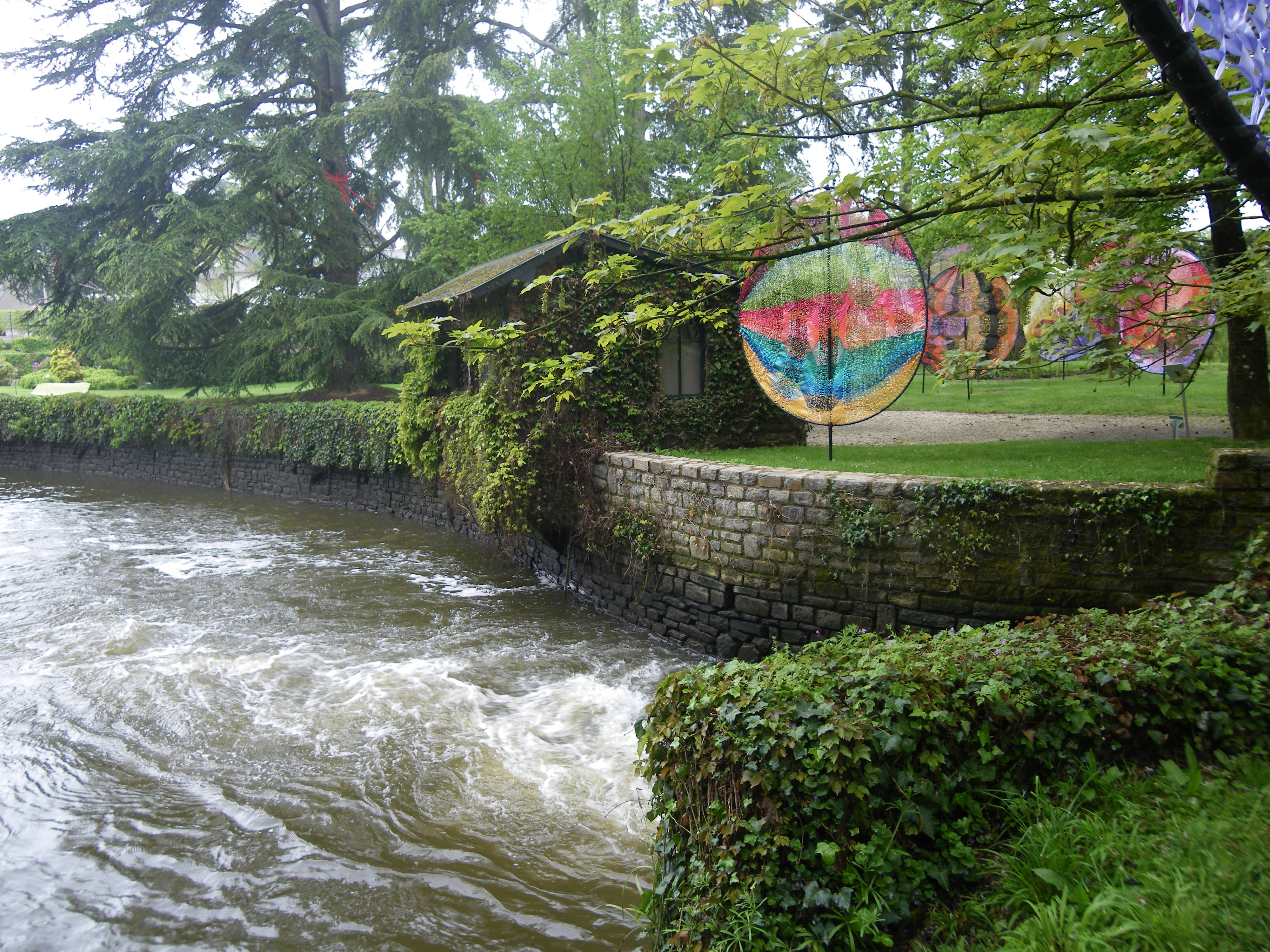
维莱讷河畔的贝莱尔公园

沙托布尔位于法国西北部，布列塔尼大区东部和伊勒-维莱讷省东部，距离省会雷恩大约23公里。与沙托布尔接壤的市镇包括：拉布埃克西耶尔、马尔皮雷、维莱讷河畔塞尔翁、多马涅、维莱讷河畔圣让和圣迪迪耶。

### 地形
沙托布尔位于阿摩里卡丘陵北侧腹地，境内以平原和浅丘为主，市镇中心地势较为平坦，全境海拔在35到117米之间。

### 水文
维莱讷河自东向西流经沙托布尔市区，其右岸支流瓦莱溪（ruisseau de la Vallée）在市区西侧与其交汇。

### 植被
沙托布尔属于温带阔叶混交林区，林地散落分布于河流附近，维莱讷河畔的米兰公园（Parc ar Milin）、巴斯德公园（Parc Pasteur）和贝莱尔公园（Parc Bel-Air）是当地主要的城市绿地。
在鲜花城市的评比中，沙托布尔被评为1星级鲜花城市。

### 气候
沙托布尔在柯本气候分类法中属于温带海洋性气候（Cfb）。

## 行政区划
沙托布尔的市镇编号为35068，邮政编号为35220。
在行政管理方面，沙托布尔隶属于法国布列塔尼大区伊勒-维莱讷省富热尔-维特雷区；在地方选举方面，沙托布尔隶属于沙托日龙县，其市镇范围全境被划入伊勒-维莱讷省第五选区；在社会管理方面，沙托布尔是维特雷城市圈公共社区的组成部分。
截至2023年11月，沙托布尔市镇范围内暂无任何城市敏感街区及城市政策优先街区。
法国国家统计与经济研究所（简称）在进行数据统计时，将沙托布尔及相邻的另外一个市镇设为沙托布尔城市核心区，并将包括核心区在内的周边共182个市镇划为雷恩城市区。自2020年起，雷恩城市区被包含183个市镇的雷恩城市辐射区代替。此外，还将沙托布尔市镇整体看作一个“块区”（IRIS），以便于统计人口分布情况。

## 交通

### 公路
法国国道N157线经过沙托布尔市区南部并设有一处互通出入口，此外伊勒-维莱讷省省道D29线、D33线、D93线、D95线和D857线在沙托布尔境内交汇。
2020年，87.2%的沙托布尔家庭拥有至少一辆私人汽车。2021年，沙托布尔境内共发生各类交通事故2起，造成6人受伤，其中1人重伤。
| 雷恩 | 23 |

| 维特雷 | 15 |

| 利夫雷 | 16 |

| 阿西涅 | 11 |

### 铁路

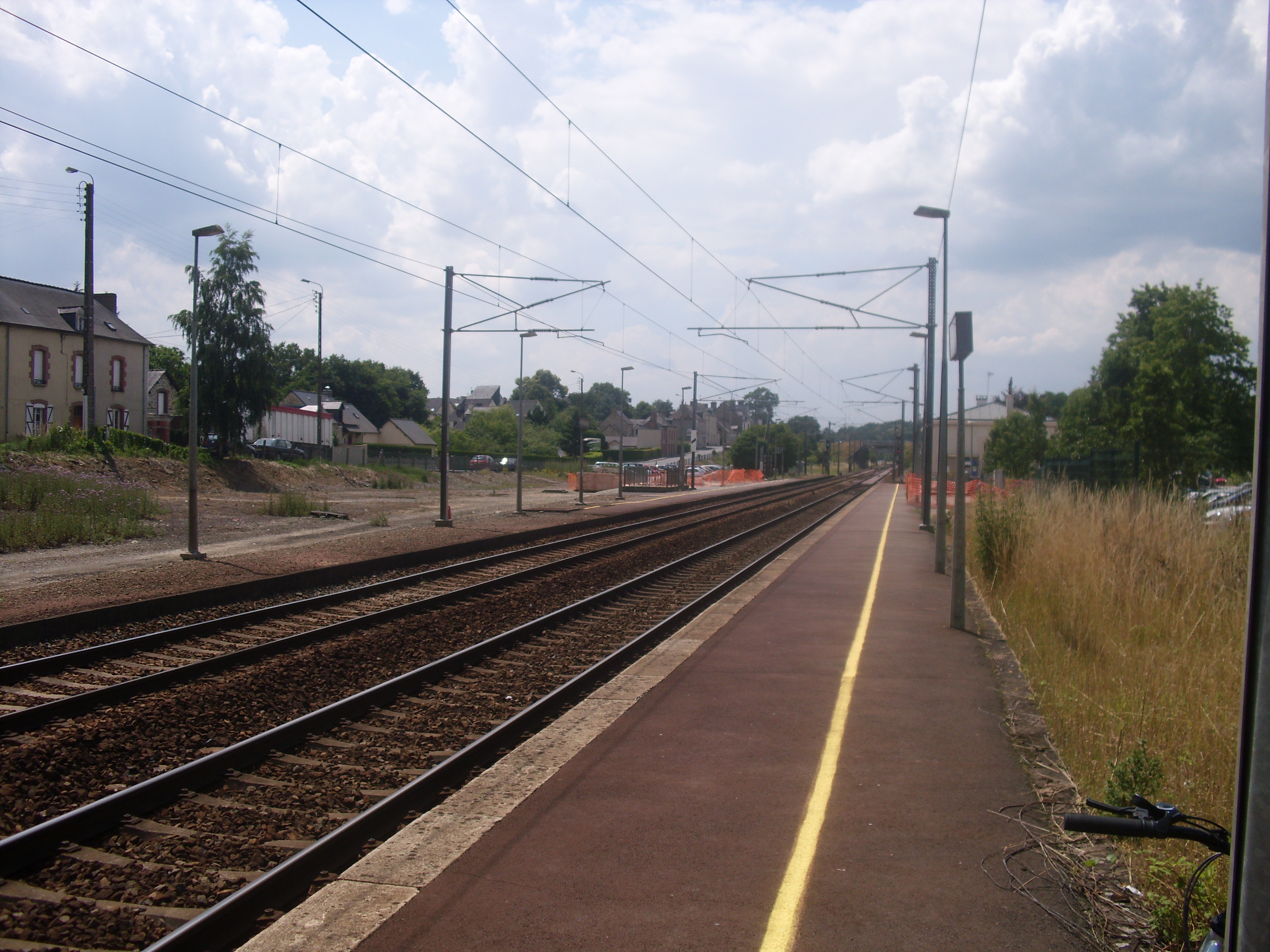
沙托布尔火车站的站台

沙托布尔位于巴黎－布雷斯特铁路上。沙托布尔站位于市区南部，停靠往返于雷恩和拉瓦勒一线的区域列车，部分班次可直通勒芒。

### 航空
距离沙托布尔最近的民用航空站为29公里外的雷恩机场。

### 城市公共交通
截至2023年11月，沙托布尔暂无城市公共交通系统。

## 政治

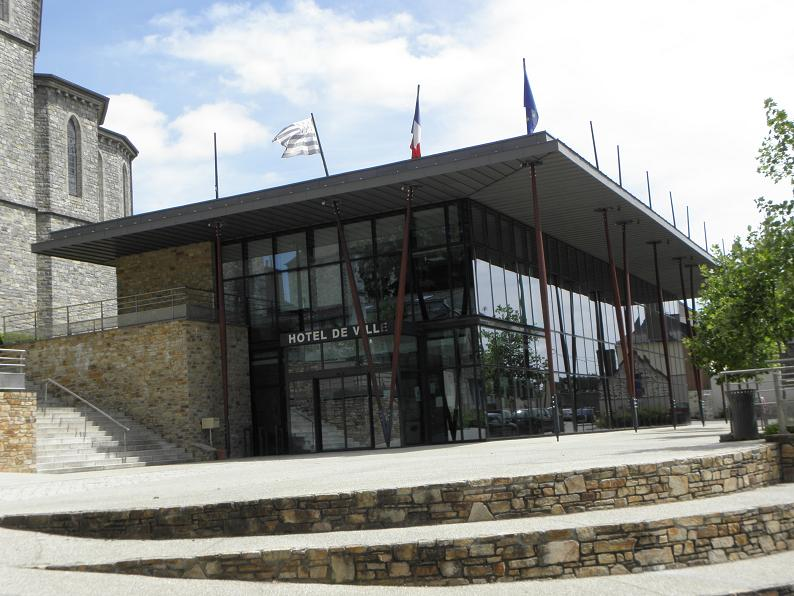
沙托布尔市政厅

沙托布尔的现任市长为泰迪·勒尼耶先生（Teddy REGNIER），他是中间派的一名成员，在2020年的市政选举中获得了100.00%的支持率（无其他候选人）。
在2022年的法国总统大选的第二轮选举中，法国第25任总统埃马纽埃尔·马克龙在沙托布尔获得了74.26%的支持率。

## 人口
2020年，沙托布尔市镇人口数量为7,516，在法国排名第1,416位。其中男性3,697人，女性3,819人，75岁及以上人口占5.7%，外籍人口数量为107人，人口密度为263人/平方公里，当地居民被称为（男性）或（女性）。2021年，沙托布尔境内出生78人，死亡人口64人。
| 沙托布尔1901年－2020年人口变化情况 |
|                                    |
| 数据来源：Cassini、INSEE           |

## 经济

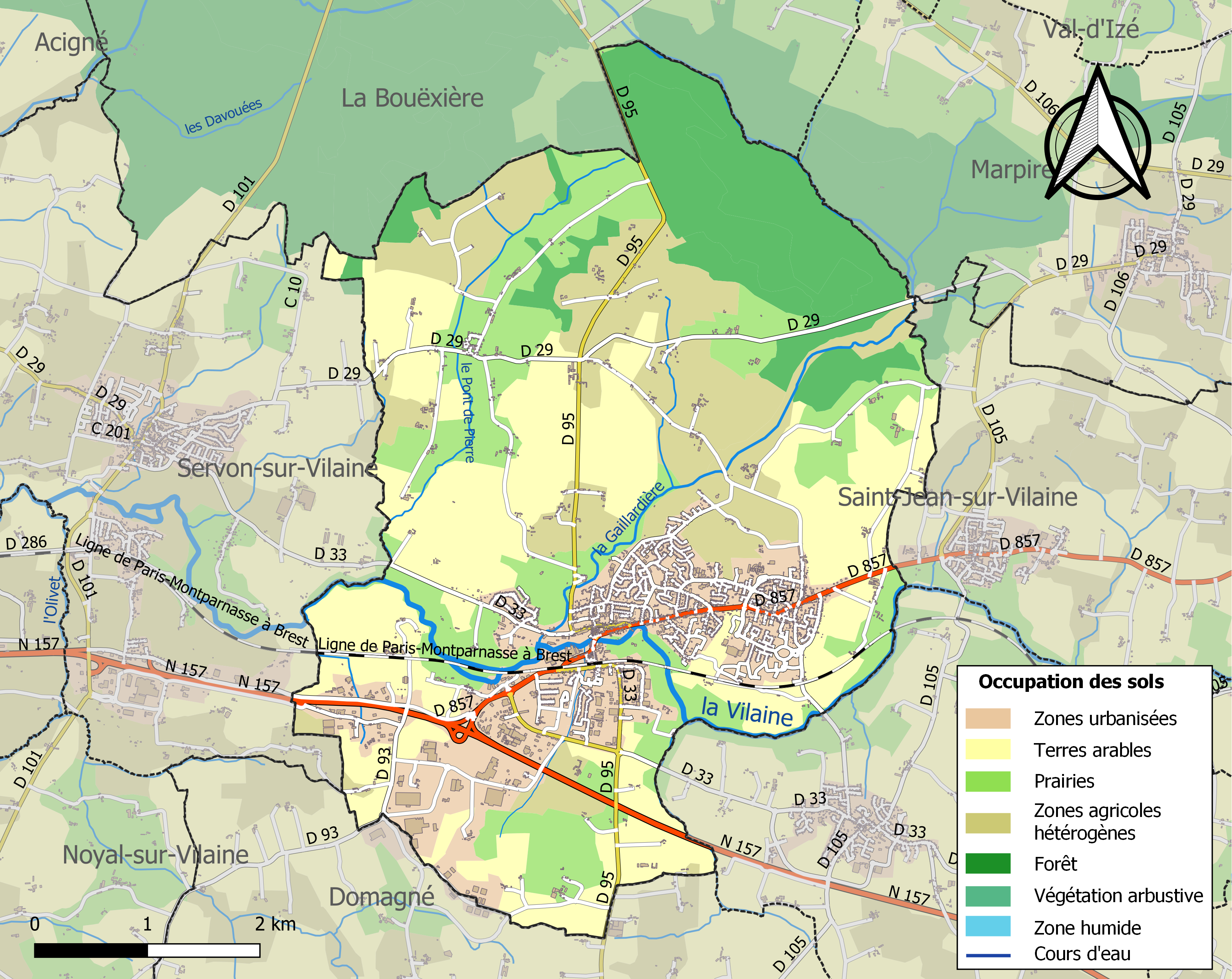
沙托布尔土地利用情况地图

沙托布尔是一个区域性的中心城市，也是雷恩的一个远郊卫星城。截至2023年11月，沙托布尔市镇范围内共有各类用人单位（包含自雇）1,097家，平均历史为14年，其中93.75%为中小型企业（PME），2023年9月至11月间，当地的经济活力指数为0.18%。（肉制品加工储藏）、（化工产品）及（预制板生产）是当地2021年营业额最高的三个企业，分别为252,607,478欧元、101,177,550欧元和59,858,535欧元。

## 财政与居民收入
2021年，沙托布尔的财政收入总额为9,796,100欧元，财政支出总额为7,159,280欧元，当年的债务总额为3,383,670欧元。2021年，沙托布尔市镇通过增值税获得463,620欧元的收入，此外当地还共获得了366,680欧元的国家直接财政补助。
2019年，沙托布尔的人均月收入总额为2,341欧元，其中高级职员为3,689欧元，低于法国平均水平（4,230欧元）；中级职员为2,344欧元，低于法国平均水平（2,411欧元）；普通职员为1,757欧元，高于法国平均水平（1,740欧元）。
2020年，沙托布尔境内的贫困率为6%，青壮年（15至64岁）失业率为7.2%；2022年，当地52.6%的家庭拥有纳税资格，平均纳税2,631欧元，低于法国平均水平（4,393欧元）。

## 社会事务

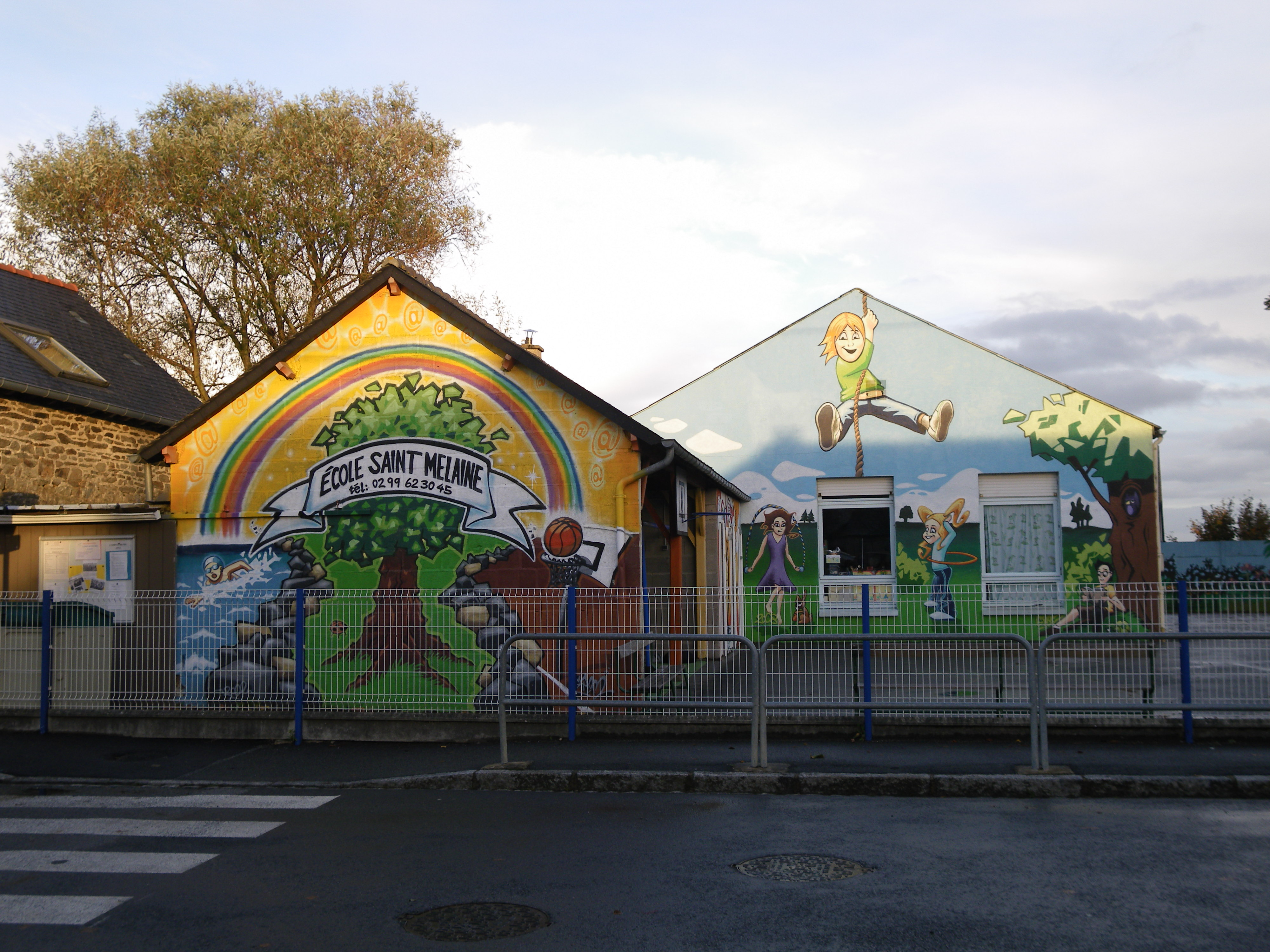
沙托布尔的一所学校

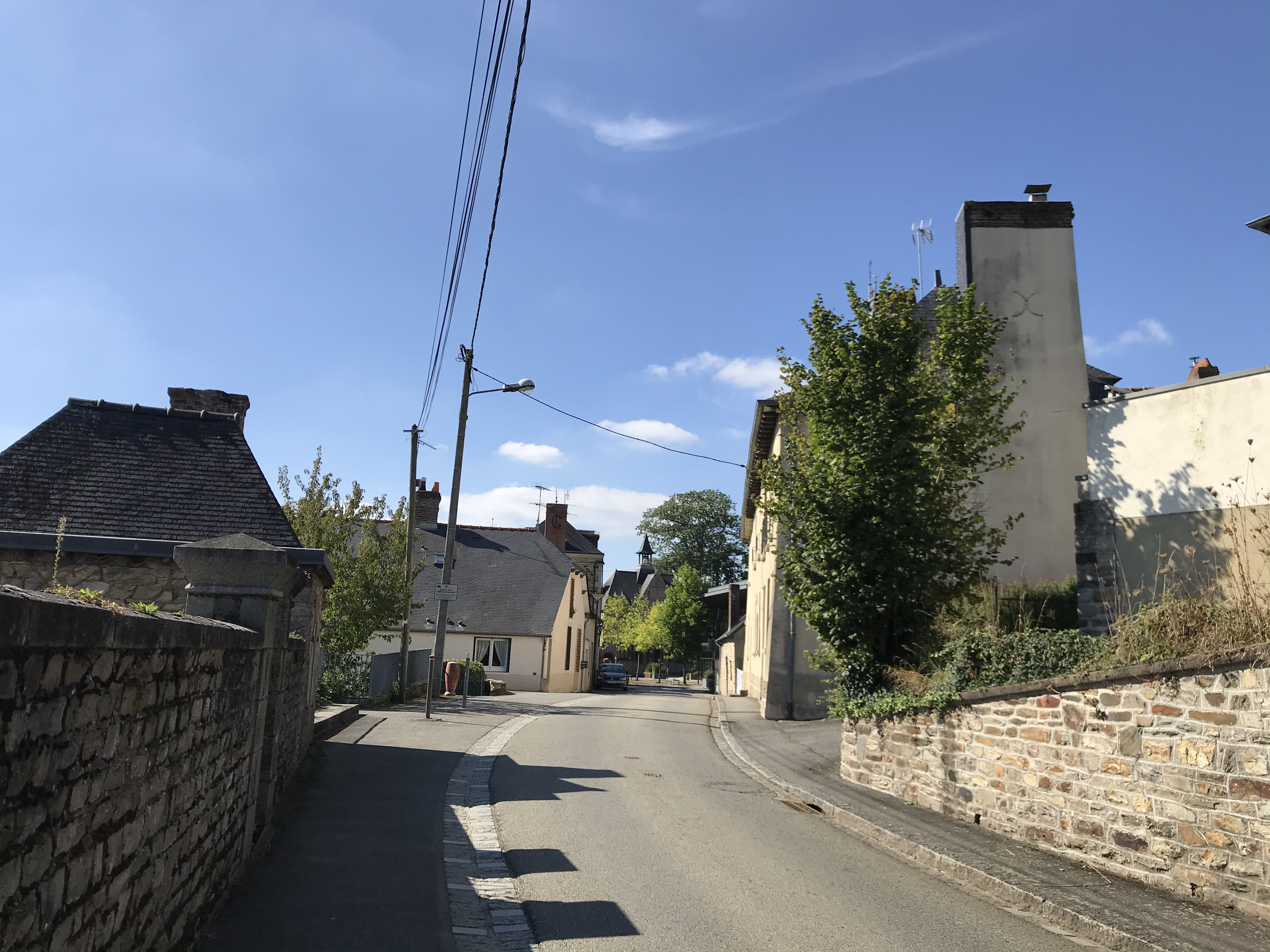
庄园街

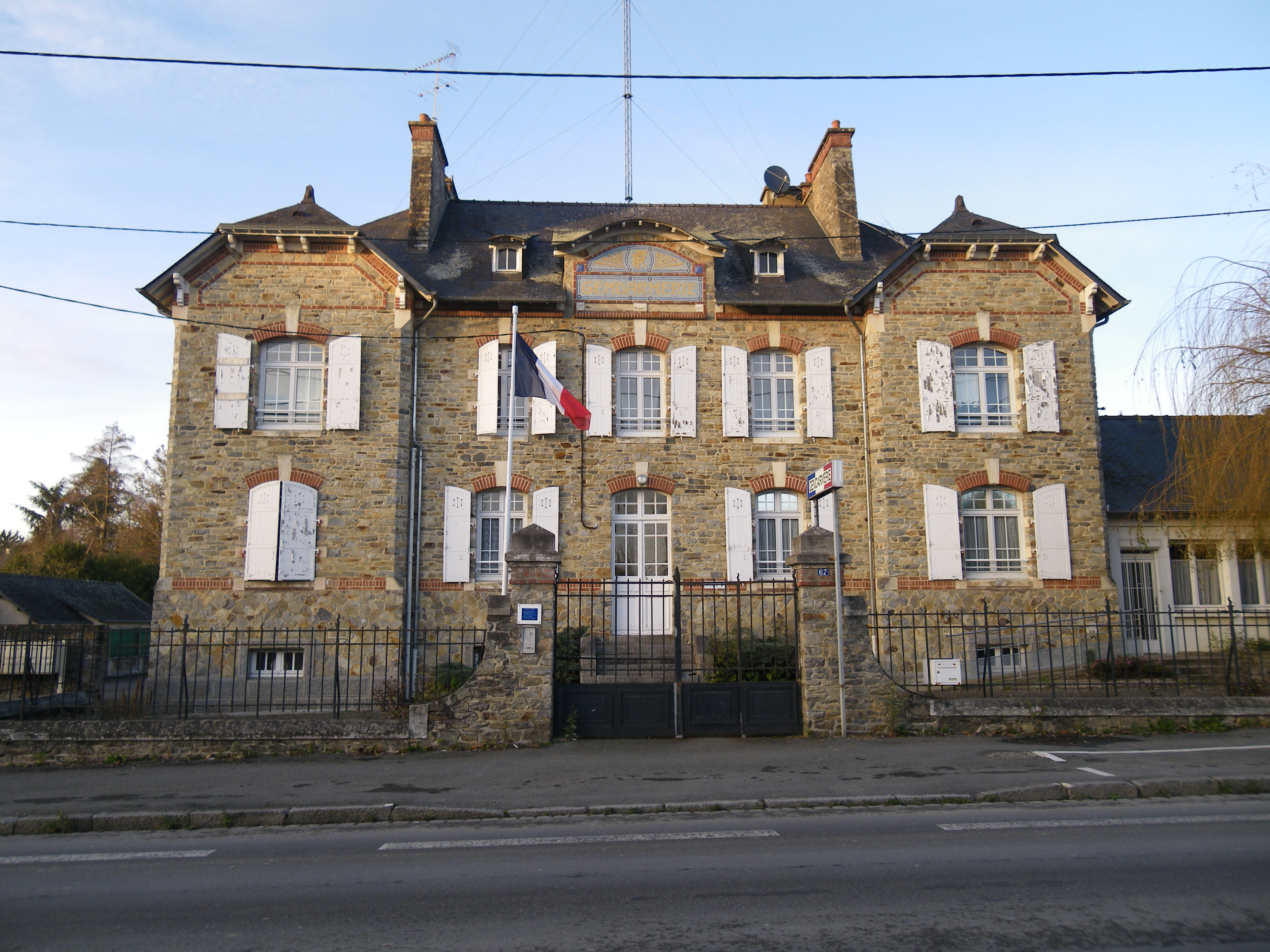
宪兵队

### 教育
沙托布尔属于雷恩学区。截至2021年1月1日，沙托布尔境内共有4所小学和2所初级中学。2021至2022学年度，沙托布尔境内共有在校中等教育阶段学生1,154名。

### 医疗
截至2021年1月1日，沙托布尔境内共有全科医生8名、保健师12名、牙医6名、护士7名和助产士3名。境内共有药房2家、养老院1家、残疾人帮扶中心1家。
距离沙托布尔最近的区域性医疗机构为维特雷中心医院（Centre Hospitalier de Vitré），其主病区西蒙娜·韦伊医院（Hôpital de Simone Veil）位于维特雷市区，距离沙托布尔市区的正常车程大约13分钟，该院设有床位141个。

### 住房
2020年，沙托布尔境内共有各类住房3,209套，其中71.3%为独立式居民区，28.5%为集中式居民区。常住房屋占沙托布尔市镇范围内居民建筑总量的93.2%。
在住房保障政策方面，2022年，沙托布尔境内共有312户家庭获得了住房经济补助，受益人数占总人口数量的5.3%，其中293份为房租补助。

### 商业
2021年，沙托布尔境内共有各类实体商铺140家，其中餐厅21家、大型超市5家、杂货店1家、面包房4家、肉铺1家、书店3家、装饰品店1家、银行门店3家、美容美发店9家、汽车维修店14家。市区东部建有一家Super U购物超市，市区西南部则建有一家Aldi超市。

### 体育
2021年，沙托布尔境内共有3间体育馆、1座综合体育场、3处网球场、2处足球或橄榄球场以及1处篮球或排球场。
截至2023年11月，沙托布尔境内共有两家注册足球俱乐部。沙托布尔足球俱乐部（Stade Castelbourgeois FC，编号560732）是当地的代表性足球队，成立于2021年，其主队2023至2024赛季参加布列塔尼大区足球联赛乙组（法国第七级别），其主场为泰奥·博捷球场（Stade Théo-Bottier）。

### 环境
沙托布尔的环境事务由其所属的维特雷城市圈公共社区联合各级政府协调负责。2021年，沙托布尔境内暂无污染企业。

### 治安
2021年，沙托布尔市镇范围内有1处宪兵队。
沙托布尔及其附近的共121个市镇是维特雷国家宪兵队（zone gendarmerie de Vitré）的管辖范围。2020年，该宪兵队累计记录各类案件5,163起，其中盗窃类案件2,518起，经济类案件898起，毒品交易类案件237起。

## 文化
2021年，沙托布尔境内共有1家电影院。沙托布尔境内建有好奇心多媒体中心（Médiathèque Les Curiosités），每周二、三、五、六向公众开放。

### 建筑
沙托布尔境内有多处历史建筑，其中圣伯多禄教堂、圣梅莱讷教堂（Église Saint-Melaine de Châteaubourg）等为法国国家文物保护单位。

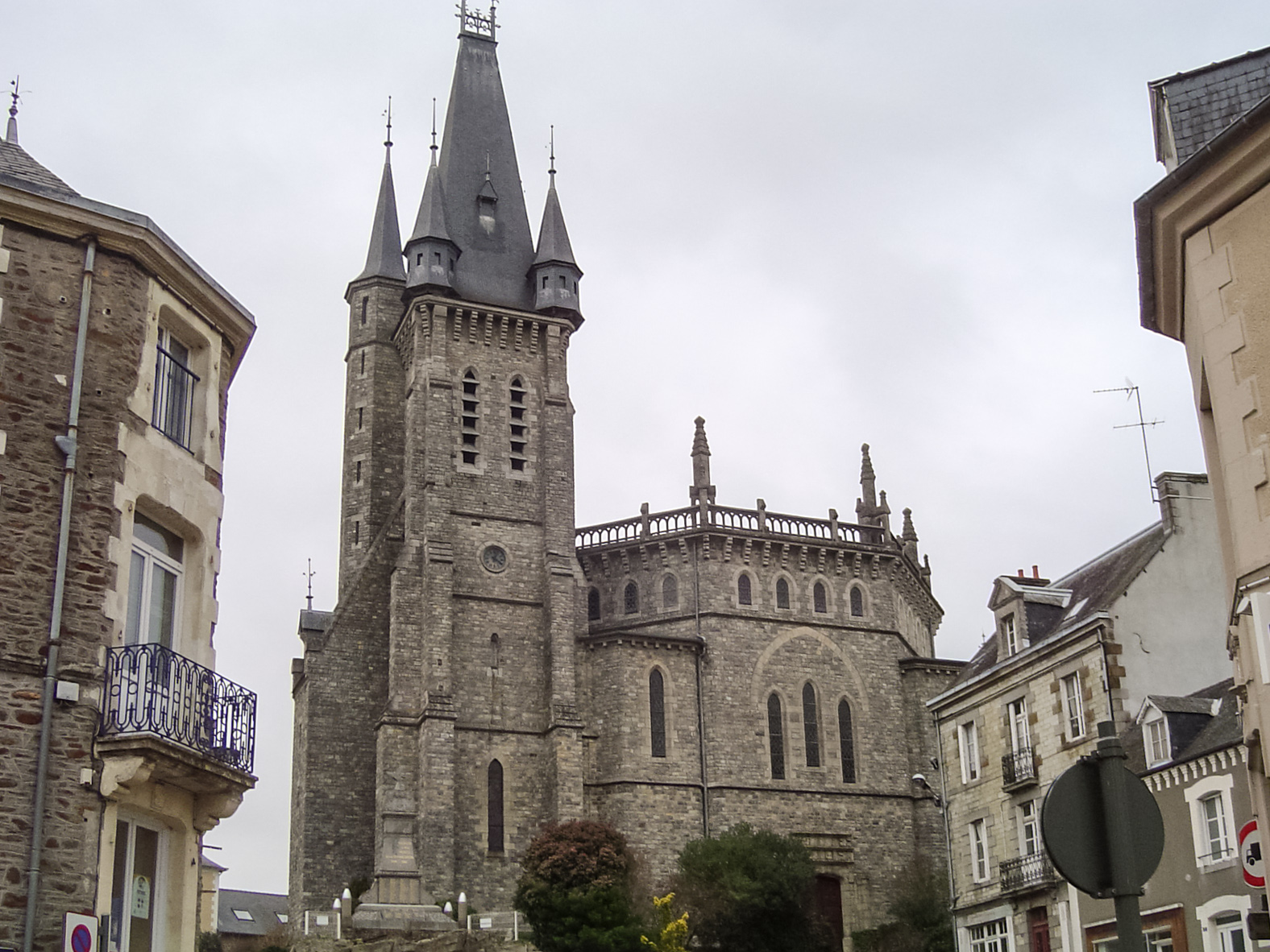
圣伯多禄教堂（法语：Église Saint-Pierre de Châteaubourg）
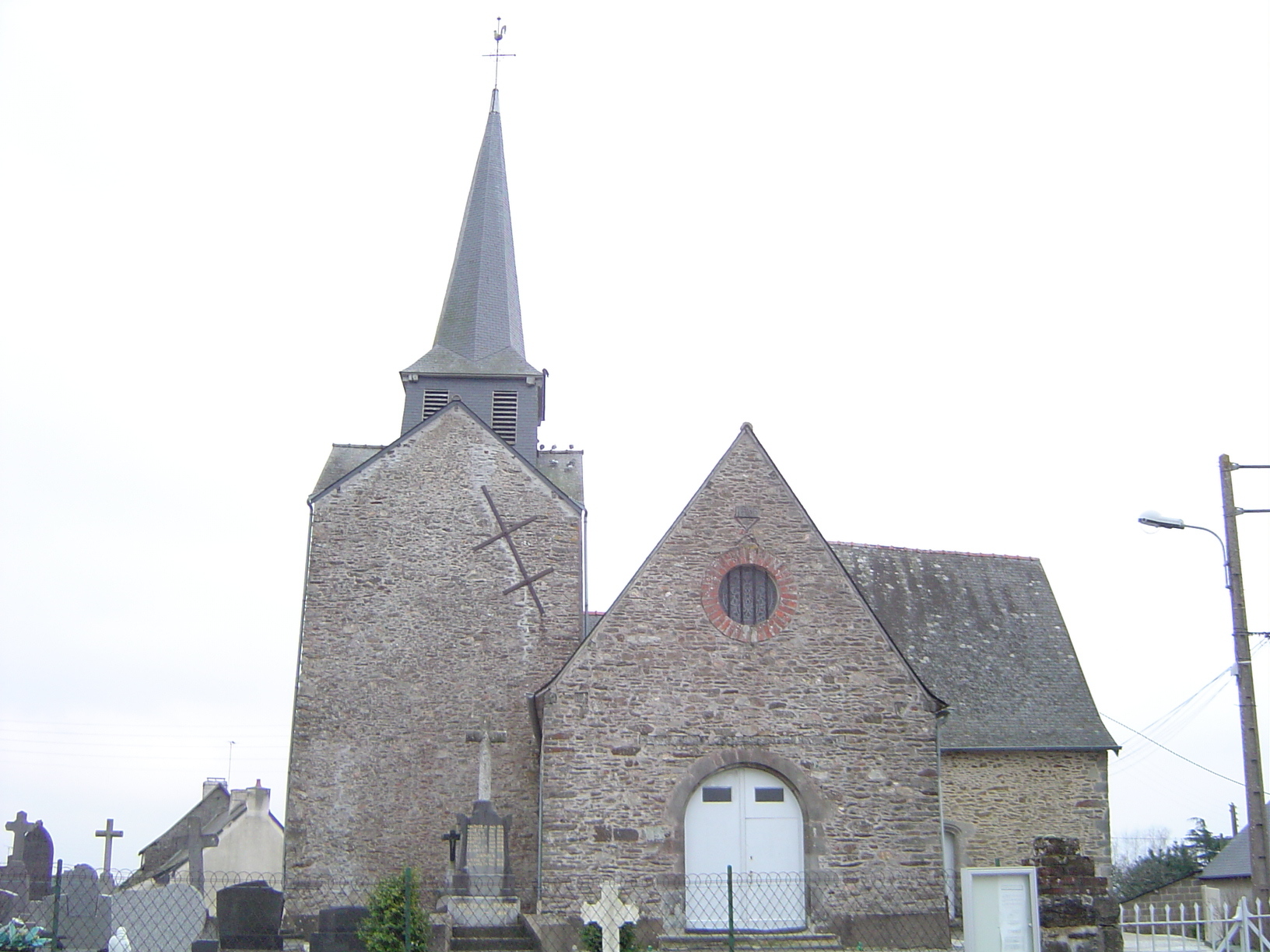
圣梅莱讷教堂
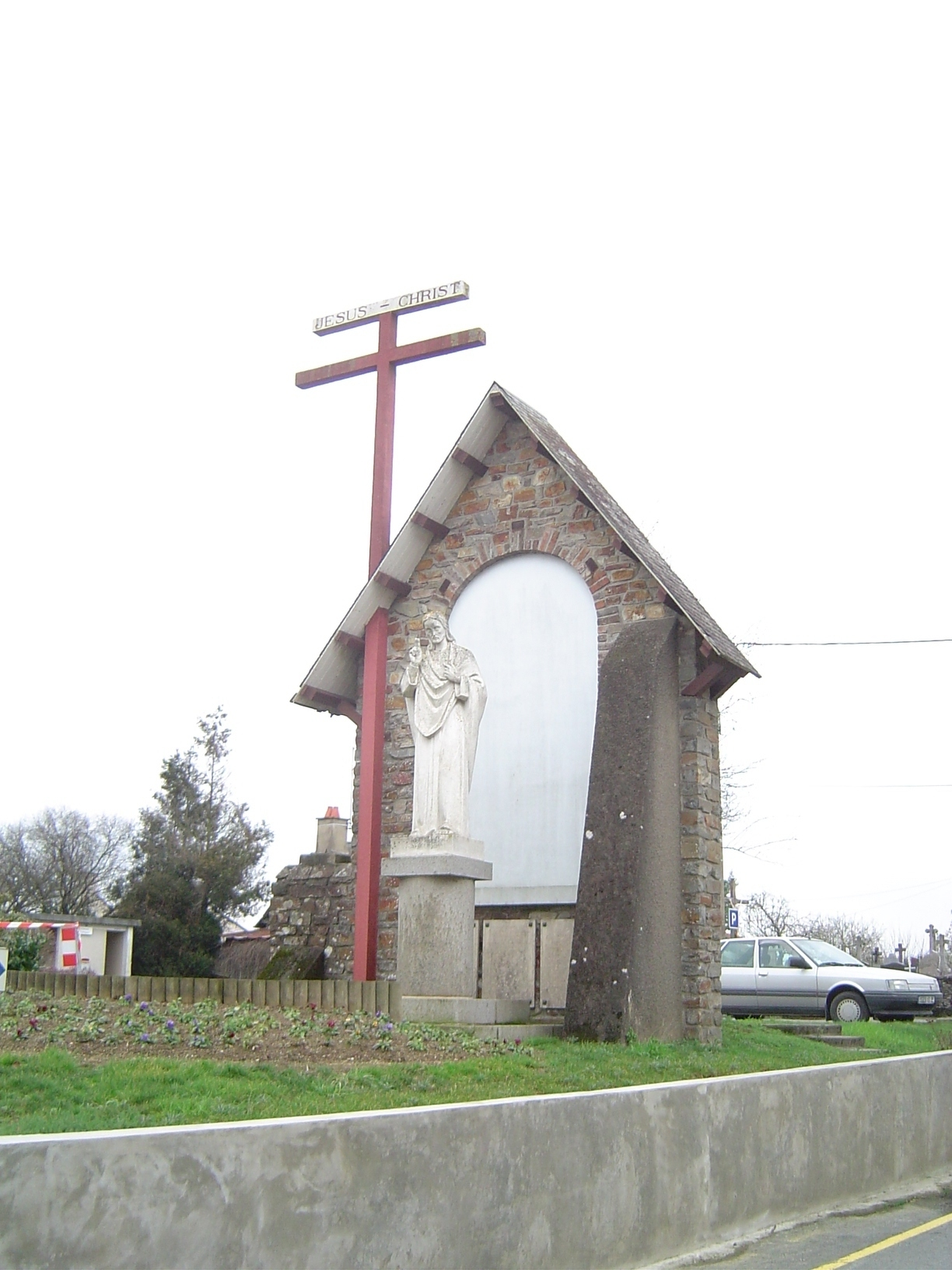
圣梅莱讷十字架
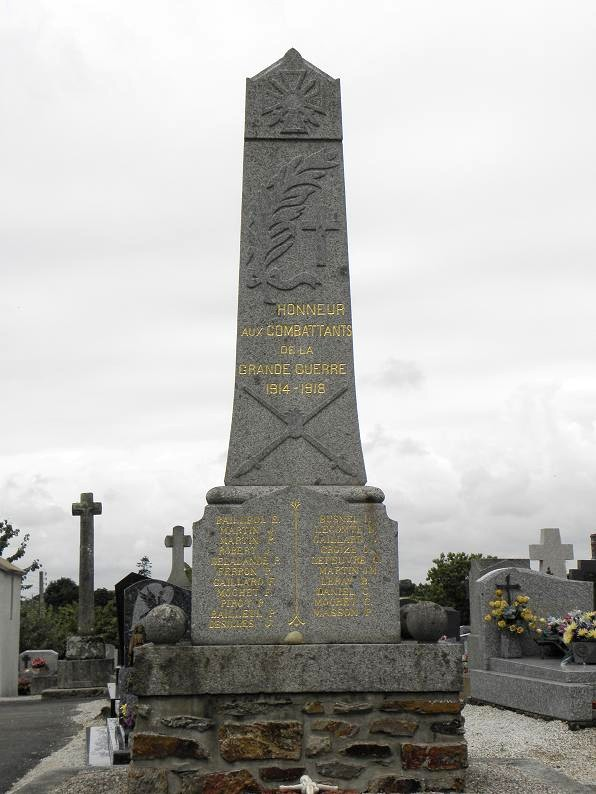
烈士纪念碑
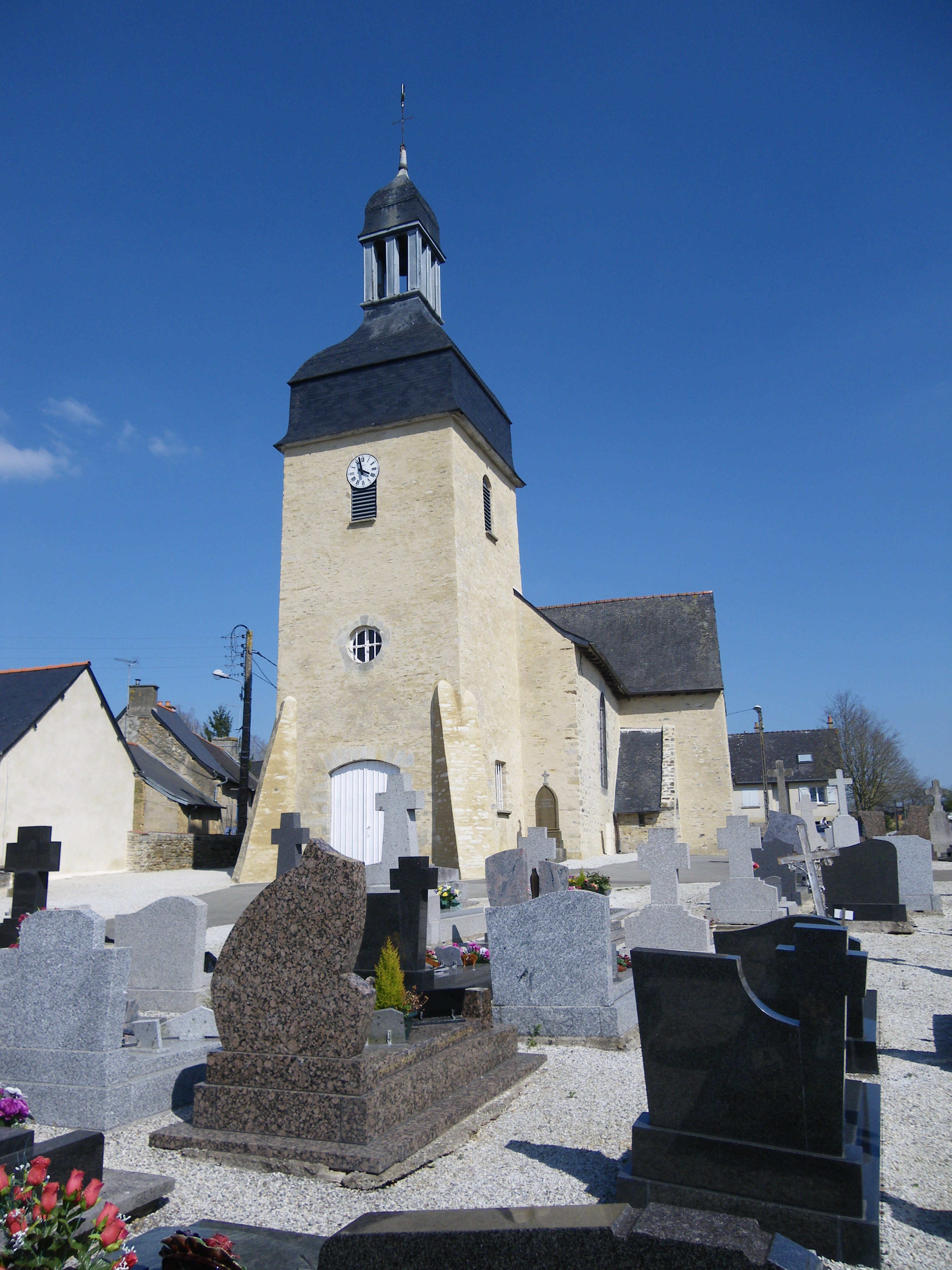
布龙圣马丁教堂
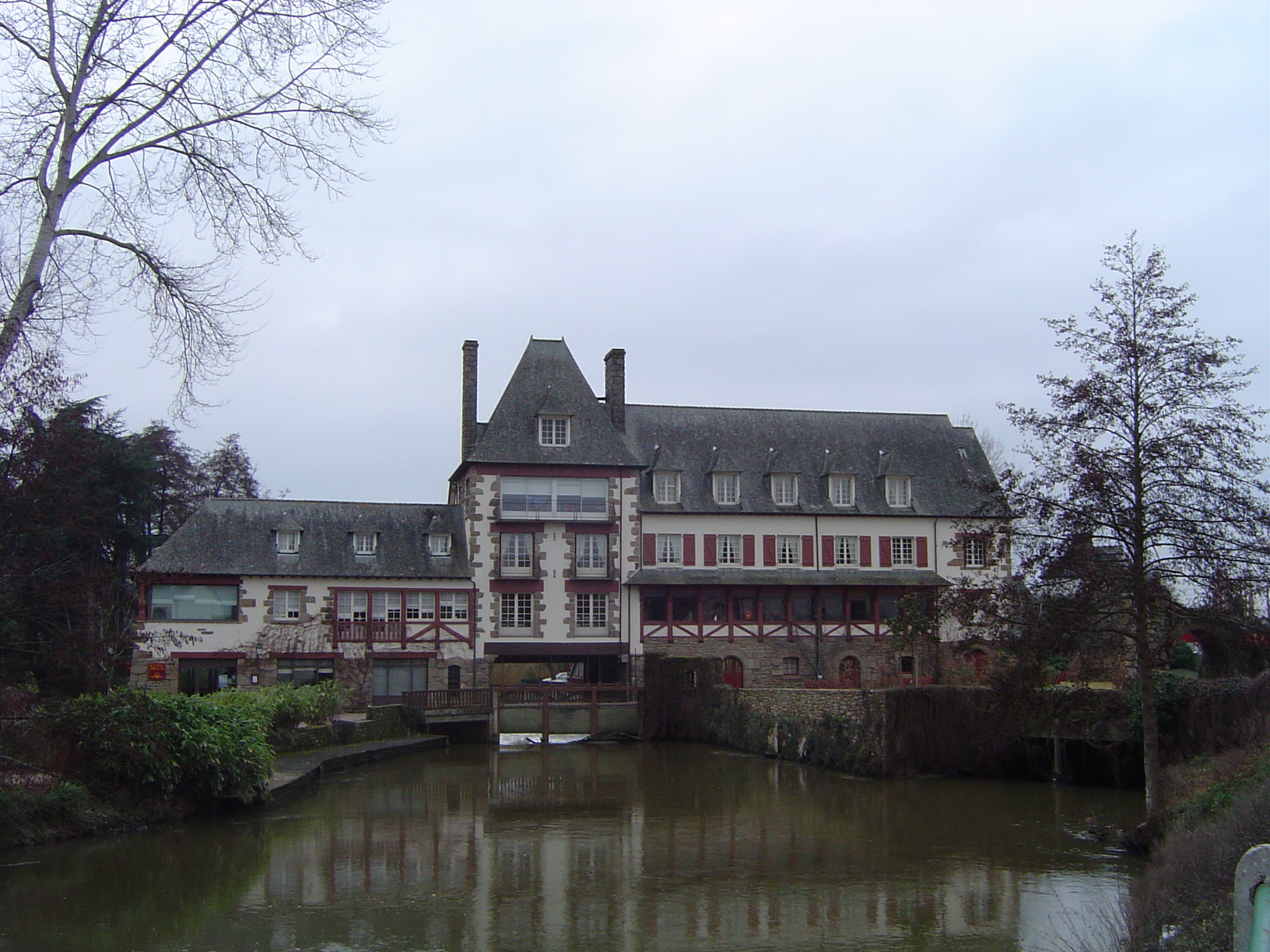
磨坊
市政厅旧址
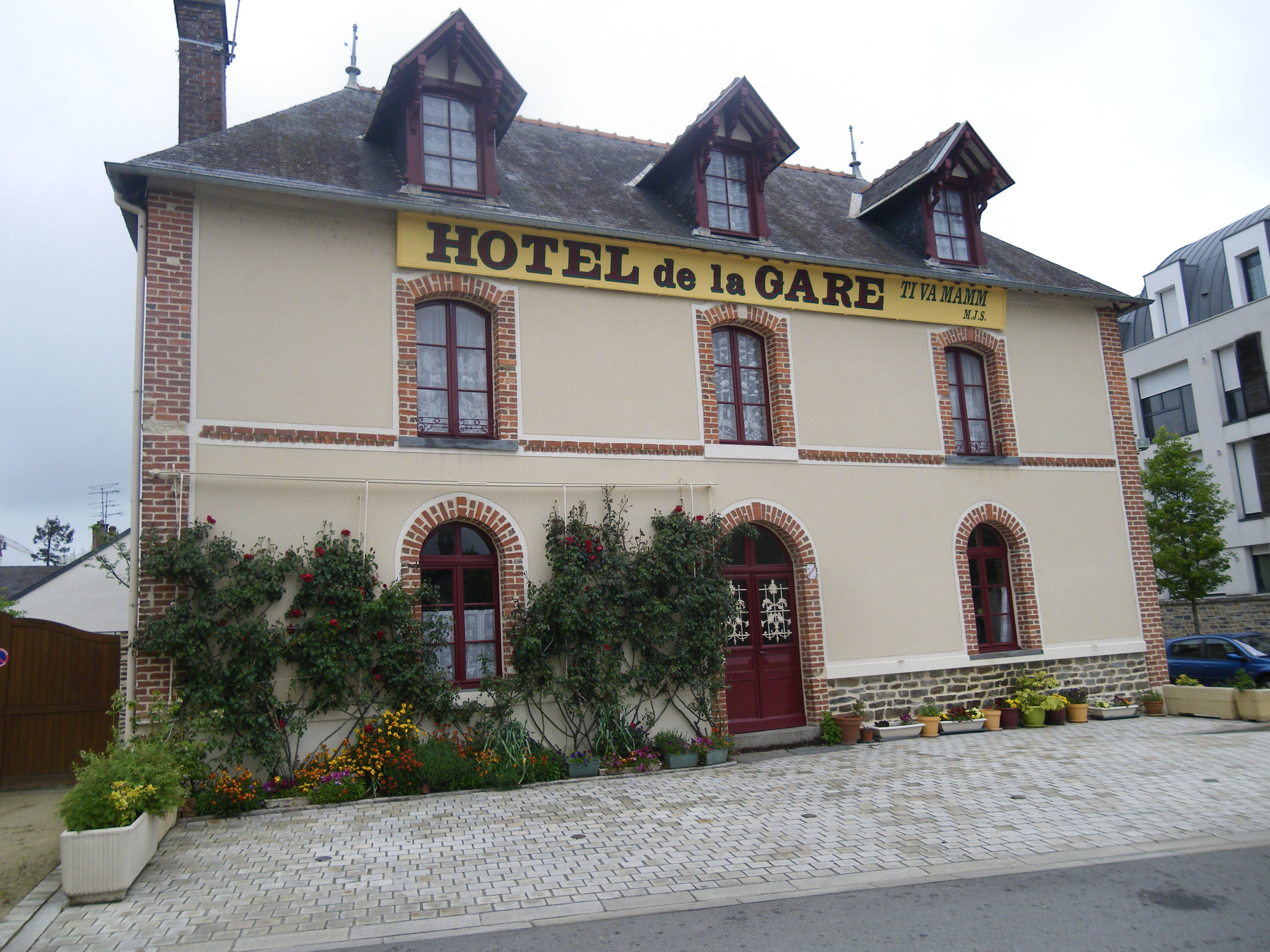
车站酒店

### 旅游
沙托布尔的旅游事务由其所属的维特雷城市圈公共社区负责。2023年，沙托布尔境内共有1家酒店共计32间房间。

### 媒体
法国主要的媒体均可在沙托布尔接收，法国电视三台下属的布列塔尼大区频道在部分时段播出沙托布尔所在伊勒-维莱讷省的地方新闻。《法国西部报》、雷恩电视台、蓝色法兰西阿摩里卡广播等是当地主要的地方性媒体。

## 友好城市
截至2023年11月，沙托布尔共与一座城市建立了友好城市关系：
- 德国 伊弗尔多夫